# العلاقات المغربية البلغارية
العلاقات المغربية البلغارية هي العلاقات الثنائية التي تجمع بين المغرب وبلغاريا.
- في 24 نونبر 2020 أشادت بلغاريا باسترجاع المغرب لحركة النقل المدني والتجاري الحر في منطقة الكركرات.[6]

- في 10 يناير 2024،تحول تاريخي.. بلغاريا تعلن دعمها لمخطط الحكم الذاتي بالصحراء المغربية وترى أنه حل واقعي وجاد لحل هذا النزاع الإقليمي.[7][8][9]

## مقارنة بين البلدين
هذه مقارنة عامة ومرجعية للدولتين:
| وجه المقارنة                                              | المغرب                                 | بلغاريا                                                                             |
| --------------------------------------------------------- | -------------------------------------- | ----------------------------------------------------------------------------------- |
| المساحة (كم2)                                             | 710.85 ألف                             | 110.99 ألف                                                                          |
| عدد السكان (نسمة)                                         | 36.07 مليون                            | 7.08 مليون                                                                          |
| الكثافة السكانية (ن./كم²)                                 | 50.74                                  | 63.79                                                                               |
| العاصمة                                                   | الرباط                                 | صوفيا                                                                               |
| اللغة الرسمية                                             | اللغة العربية، أمازيغية معيارية مغربية | اللغة البلغارية                                                                     |
| العملة                                                    | درهم مغربي                             | ليف بلغاري                                                                          |
| الناتج المحلي الإجمالي (بليون دولار)                      | 109.14 مليار                           | 56.83 مليار                                                                         |
| الناتج المحلي الإجمالي (تعادل القوة الشرائية) بليون دولار | 274.06 مليار                           | 130.99 مليار                                                                        |
| الناتج المحلي الإجمالي الاسمي للفرد دولار أمريكي          | 2.88 ألف                               | 8.03 ألف                                                                            |
| الناتج المحلي الإجمالي للفرد دولار أمريكي                 | 7.49 ألف                               | 17.21 ألف                                                                           |
| مؤشر التنمية البشرية                                      | 0.628                                  | 0.782                                                                               |
| رمز المكالمات الدولي                                      | +212                                   | +359                                                                                |
| رمز الإنترنت                                              | .ma                                    | .bg، .бг ‏                                                                           |
| المنطقة الزمنية                                           | ت ع م+01:00                            | ت ع م+02:00، ت ع م+03:00، أوروبا/صوفيا ‏، توقيت شرق أوروبا، توقيت شرق أوروبا الصيفي ‏ |

## مدن متوأمة
في ما يلي قائمة باتفاقيات التوأمة بين مدن مغربية وبلغارية:
- ترتبط حدائق المنارة مع فيليكو ترنوفو باتفاقية توأمة منذ 24 مارس 2001.

## منظمات دولية مشتركة
يشترك البلدان في عضوية مجموعة من المنظمات الدولية، منها:
| علم المنظمة | اسم المنظمة                               | تاريخ انضمام المغرب | تاريخ انضمام بلغاريا |
| ----------- | ----------------------------------------- | ------------------- | -------------------- |
|             | يونسكو                                    | 7 نوفمبر 1956       | 17 مايو 1956         |
|             | وكالة ضمان الاستثمار متعدد الأطراف        | 17 سبتمبر 1992      | 23 سبتمبر 1992       |
|             | الأمم المتحدة                             | 12 نوفمبر 1956      | 14 ديسمبر 1955       |
|             | الفريق المعني برصد الأرض                  | ?                   | ?                    |
|             | الاتحاد البريدي العالمي                   | ?                   | ?                    |
|             | البنك الدولي للإنشاء والتعمير             | 25 أبريل 1958       | 25 سبتمبر 1990       |
|             | الاتحاد الدولي للاتصالات                  | 1 نوفمبر 1956       | 18 سبتمبر 1880       |
|             | منظمة حظر الأسلحة الكيميائية              | ?                   | ?                    |
|             | مؤسسة التمويل الدولية                     | 30 أغسطس 1962       | 22 يوليو 1991        |
|             | المركز الدولي لتسوية المنازعات الاستشارية | 10 يونيو 1967       | 13 مايو 2001         |
|             | منظمة التجارة العالمية                    | 1995                | 1 ديسمبر 1996        |
|             | منظمة الشرطة الجنائية الدولية             | ?                   | ?                    |

## وصلات خارجية
- موقع وزارة الخارجية المغربية
- موقع وزارة الخارجية البلغارية